# Fowtbolayin Akowmb Erevan
El Fowtbolayin Akowmb Erevan (o Fowtbolayin Akowmb Yerevan, en armeni: Ֆուտբոլային Ակումբ Երեւան), és un club armeni de futbol de la ciutat d'Erevan.

## Història
El club es fundà l'any 1995. Després de cinc temporades a la primera divisió armènia, i el títol assolit el 1997, el club es desfeu l'any 2000.

## Palmarès
- Lliga armènia de futbol: 1
  - 1997

## Trajectòria esportiva
| Any     | Divisió                 | Posició | PG | PE | PP | GF | GC |
| ------- | ----------------------- | ------- | -- | -- | -- | -- | -- |
| 1995/96 | Lliga armènia de futbol | 3       | 13 | 5  | 4  | 43 | 24 |
| 1996/97 | Lliga armènia de futbol | 3       | 16 | 2  | 4  | 58 | 24 |
| 1997    | Lliga armènia de futbol | 1       | 13 | 4  | 1  | 41 | 10 |
| 1998    | Lliga armènia de futbol | 3       | 15 | 3  | 8  | 47 | 30 |
| 1999    | Lliga armènia de futbol | 5       | 15 | 6  | 11 | 60 | 43 |